# This Time/M'è scoppiata la testa
This Time/M'è scoppiata la testa è un singolo della cantante pop rock italiana Donatella Rettore, pubblicato in formato 45 giri nel 1982, su etichetta Ariston. 

## Storia
Il singolo è l'ultimo pubblicato per l'etichetta con la quale la cantante aveva raggiunto la fama e conseguito i suoi maggiori successi discografici tra il 1979 ed il 1982. A conclusione della collaborazione viene pubblicata una raccolta dal titolo Super-rock Rettore - Le sue più belle canzoni contenente, tra i singoli pubblicati in precedenza, anche i due brani inediti.
Il lato A è firmato da Gary Osborne e Richard Kerr, autori tra gli altri per Elton John, Barry Manilow ed Helen Reddy.
Entrambi i brani furono inseriti nella colonna sonora del film Cicciabomba, girato nel 1982 da Umberto Lenzi, commedia in cui Rettore debuttava come attrice protagonista.

## Edizioni
Il singolo è stato pubblicato su etichetta Ariston Records con numero di catalogo AR/00938, in due edizioni, la prima più rara, contiene un errore di stampa sul retro di copertina dove il titolo del film è indicato come Cicciobomba, e non come Cicciabomba. La seconda stampa contiene il titolo corretto.

## Tracce
1. Lato A: This time - 3:15 (Osborne/Kerr)
2. Lato B: M'è scoppiata la testa - 3:47 (Rettore/Rego)